# Geuensee
Geuensee – miejscowość i gmina w środkowej Szwajcarii, w kantonie Lucerna, w okręgu Sursee.

## Demografia
W Geuensee mieszka 2 897 osób. W 2021 roku 22,2% populacji gminy stanowiły osoby urodzone poza Szwajcarią. 

## Transport
Przez teren gminy przebiega droga główna nr 24. 